# (3431) Nakano
(3431) Nakano (1984 QC) – planetoida z pasa głównego asteroid okrążająca Słońce w ciągu 5,45 lat w średniej odległości 3,1 j.a. Odkrył ją Tsutomu Seki 24 sierpnia 1984 roku.